# Sphingonaepiopsis malgassica
Sphingonaepiopsis malgassica är en fjärilsart som beskrevs av Clark 1929. Sphingonaepiopsis malgassica ingår i släktet Sphingonaepiopsis och familjen svärmare. Inga underarter finns listade i Catalogue of Life.